# Salamandrina perspicillata
Salamandrina perspicillata é um anfíbio caudado da família Salamandridae. É endémica de Itália.